# Association of National Olympic Committees of Africa
Die Association of National Olympic Committees of Africa (französisch Association des Comités Nationaux Olympiques d'Afrique; ACNOA/ANOCA), zu Deutsch etwa Vereinigung der Nationalen Olympischen Komitees Afrikas, ist seit 1981 eine internationale Organisation, welche alle Nationalen Olympischen Komitees von anerkannten Staaten in Afrika vereint.
Das Hauptsitz befindet sich in Abuja, der Hauptstadt Nigerias.
Die ACNOA/ANOCA, die Mitglied der Vereinigung der Nationalen Olympischen Komitees ist, organisiert unter anderem die African Beach Games und die Afrikaspiele.

## Präsidenten
| # | Name                 | Land           | Zeitraum  |
| - | -------------------- | -------------- | --------- |
| 1 | Anani Matthia        | Togo           | 1981–1989 |
| 2 | Jean-Claude Ganga    | Republik Kongo | 1989–1999 |
| 3 | Francis Nyangweso    | Uganda         | 1999–2001 |
| 4 | Alpha Ibrahim Diallo | Guinea         | 2001–2005 |
| 5 | Lassana Palenfo      | Elfenbeinküste | 2005–2018 |
| 6 | Mustapha Berraf      | Algerien       | seit 2018 |

## Mitglieder

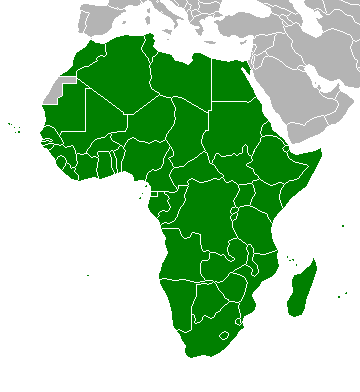
Mitglieder des ANOCA

| Nation                       | Kürzel | Nationales Olympisches Komitee                           | Gründung |
| ---------------------------- | ------ | -------------------------------------------------------- | -------- |
| Zone 1 – Norden              |        |                                                          |          |
| Ägypten                      | EGY    | al-Ladschna al-ulimbiyya al-misriyya                     | 1910     |
| Algerien                     | ALG    | Comité Olympique Algérien                                | 1963     |
| Libyen                       | LBA    | al-Ladschna al-ulimbiyya al-libiyya                      | 1962     |
| Marokko                      | MAR    | Comité Olympique Marocain                                | 1959     |
| Sudan                        | SUD    | Sudan Olympic Committee                                  | 1956     |
| Tunesien                     | TUN    | Comité National Olympique Tunisien                       | 1957     |
| Zone 2 – Westen A            |        |                                                          |          |
| Gambia                       | GAM    | Gambia National Olympic Committee                        | 1972     |
| Guinea                       | GUI    | Comité National Olympique et Sportif Guinéen             | 1964     |
| Guinea-Bissau                | GBS    | Comité Olímpico da Guiné-Bissau                          | 1992     |
| Kap Verde                    | CPV    | Comité Olímpico Caboverdeano                             | 1989     |
| Mali                         | MLI    | Comité National Olympique et Sportif du Mali             | 1962     |
| Mauretanien                  | MTN    | Comité national olympique et sportif mauritanien         | 1962     |
| Senegal                      | SEN    | Comité National Olympique et Sportif Sénégalais          | 1961     |
| Sierra Leone                 | SLE    | National Olympic Committee of Sierra Leone               | 1964     |
| Zone 3 – Westen B            |        |                                                          |          |
| Benin                        | BEN    | Comité National Olympique et Sportif Béninois            | 1963     |
| Burkina Faso                 | BUR    | Comité National Olympique et des Sports Burkinabè        | 1965     |
| Elfenbeinküste               | CIV    | Comité National Olympique de Côte d’Ivoire               | 1962     |
| Ghana                        | GHA    | Ghana Olympic Committee                                  | 1952     |
| Liberia                      | LBR    | Liberia National Olympic Committee                       | 1954     |
| Niger                        | NIG    | Comité Olympique et Sportif National du Niger            | 1964     |
| Nigeria                      | NGR    | Nigeria Olympic Committee                                | 1951     |
| Togo                         | TOG    | Comité National Olympique Togolais                       | 1963     |
| Zone 4 – Zentral             |        |                                                          |          |
| Äquatorialguinea             | GEQ    | Comité National Olympique Equato-Guinéen                 | 1980     |
| Kamerun                      | CMR    | Comité National Olympique et Sportif du Cameroun         | 1963     |
| Gabun                        | GAB    | Comité Olympique Gabonais                                | 1965     |
| Republik Kongo               | CGO    | Comité National Olympique et Sportif Congolais           | 1965     |
| Demokratische Republik Kongo | COD    | Comité Olympique Congolais                               | 1963     |
| São Tomé und Príncipe        | STP    | Comité Olímpico de São Tomé e Príncipe                   | 197      |
| Tschad                       | CHA    | Comité Olympique et Sportif Tchadien                     | 1963     |
| Zentralafrikanische Republik | CAF    | Comité National Olympique et Sportif Centrafricain       | 1964     |
| Zone 5 – Zentral-Ost         |        |                                                          |          |
| Äthiopien                    | ETH    | Ethiopian Olympic Committee                              | 1948     |
| Burundi                      | BDI    | Comité National Olympique du Burundi                     | 1990     |
| Eritrea                      | ERI    | Eritrean National Olympic Committee                      | 1996     |
| Kenia                        | KEN    | National Olympic Committee Kenya                         | 1955     |
| Ruanda                       | RWA    | Comité National Olympique et Sportif du Rwanda           | 1984     |
| Somalia                      | SOM    | Guddiga Olimbikada Soomaaliyeed                          | 1959     |
| Südsudan                     | SSD    | South Sudan National Olympic Committee                   | 2015     |
| Tansania                     | TAN    | Tanzania Olympic Committee                               | 1968     |
| Uganda                       | UGA    | Uganda Olympic Committee                                 | 1950     |
| Zone 6 – Südliches Afrika A  |        |                                                          |          |
| Angola                       | ANG    | Comité Olímpico Angolano                                 | 1979     |
| Botswana                     | BOT    | Botswana National Olympic Committee                      | 1978     |
| Eswatini                     | SWZ    | Eswatini Olympic and Commonwealth Games Association      | 1971     |
| Lesotho                      | LES    | Lesotho National Olympic Committee                       | 1971     |
| Malawi                       | MAW    | Olympic and Commonwealth Games Association of Malawi     | 1968     |
| Mosambik                     | MOZ    | Comité Olimpico Nacional de Moçambique                   | 1979     |
| Namibia                      | NAM    | Namibia National Olympic Committee                       | 1990     |
| Sambia                       | ZAM    | National Olympic Committee of Zambia                     | 1964     |
| Simbabwe                     | ZIM    | Zimbabwe Olympic Committee                               | 1934     |
| Südafrika                    | RSA    | South African Sports Confederation and Olympic Committee | 1991     |
| Zone 7 – Südliches Afrika B  |        |                                                          |          |
| Dschibuti                    | DJI    | Comité Olympique Djiboutien                              | 1983     |
| Komoren                      | COM    | Comité Olympique et Sportif des Îles Comores             | 1979     |
| Madagaskar                   | MAD    | Comité Olympique Malgache                                | 1963     |
| Mauritius                    | MRI    | Mauritius Olympic Committee                              | 1971     |
| Seychellen                   | SEY    | Seychelles National Olympic Committee                    | 1979     |